# Seleção de Luxemburgo de Hóquei no Gelo Masculino
A Seleção de Luxemburgo de Hóquei no Gelo representa Luxemburgo nas competições oficiais da FIHG.